# Ciobănesc Românesc de Bucovina
Der Ciobănesc Românesc de Bucovina ist eine von der FCI anerkannte Hunderasse aus Südosteuropa (Gruppe 2, Sektion 2.2, Standard 357), die zu den rumänischen Hirtenhunden gehört. Für den Standard verantwortlich ist Rumänien.

## Herkunft und Geschichtliches
Ciobănesc Românesc de Bucovina bedeutet übersetzt rumänischer Hirtenhund der Bukowina. Es handelt sich nach der Beschreibung im Rassestandard ursprünglich um eine Naturrasse aus den Karpaten in Rumänien. Bedeutend für die Zucht war insbesondere die Region Bukowina, von der sich der Rassename ableitet. Der Ciobănesc Românesc de Bucovina wurde dort als Herdenschutzhund und Wachhund gezüchtet. Die Rasse wurde von der FCI im Jahre 2018 mit der Standard-Nummer 357 anerkannt.

## Beschreibung
Der Ciobănesc Românesc de Bucovina ist ein großer, beeindruckender Hund mit stolzer Haltung. Rüden sind wesentlich schwerer als Hündinnen. Das Fell ist am Kopf und vorne an den Läufen kurz, am Körper 6–9 cm lang, nicht gelockt, gerade und rau. Die Unterwolle ist kurz, sehr dicht und heller als das Deckhaar. Im Nacken ist das Haar länger als am Körper und bildet eine Mähne. Die Vorderläufe sind befedert, an den Hinterläufen hat der Ciobănesc Românesc de Bucovina Hosen. Die Rute ist buschig behaart.
Die klassische Farbe ist weiß oder weiß-beige mit klar abgegrenzten grauen, schwarzen oder schwarzen und roten Flecken. Stromung der Flecken wird abgelehnt. Reinfarben weiße, weiß-beige, aschgraue oder schwarze Farbe ist zulässig, aber nicht erwünscht.
Der Kopf ist massiv, aber nicht schwer, etwas höher getragen als die Rückenlinie. Der Schädel ist von vorn betrachtet leicht gewölbt, von der Seite gesehen flach. Der Stop ist nur leicht ausgeprägt. Die Schnauze ist gleich lang wie der Schädel, gut entwickelt, niemals spitz, mit starkem Unterkiefer. Die Lefzen sind dick, stark pigmentiert und anliegend. Die Augen sind vergleichsweise klein, Mandelförmig und schräg, braun oder etwas heller, aber niemals gelb. Die Ohren sind ziemlich hoch angesetzt, V-förmig, mit leicht abgerundeter Spitze, eng anliegend.

## Wesen
Der Ciobănesc Românesc de Bucovina wird als ausgeglichen, ruhig und treu beschrieben. Als Herdenschutzhund ist er mutig und  effizient bei der Abwehr von Raubtieren wie Bären, Wölfen oder Luchsen. Fremden gegenüber ist er misstrauisch. Er ist ein guter Wachhund, der nachts selbständig Haus und Hof bewacht. Als Familienhund ist er nur sehr bedingt geeignet.